# 582 г. пр.н.е.

## Събития

### В Азия

#### Във Вавилония
- Навуходоносор II (605 – 562 г. пр.н.е.) е цар на Вавилония.[1]
- Царят ръководи поход в западните предели на царството и отнема независимостта на малките държавици Моав и Амон.[2]
- От провинция Юдея са депортирани 745 знатни юдеи като наказание за убийството на управителя Годолия и вавилонския гарнизон.[2]

#### В Мидия
- Астиаг (585/4 – 550/9 г. пр.н.е.) е цар на Мидия.[3]

### В Африка

#### В Египет
- Фараон на Египет e Априй (589 – 570 г. пр.н.е.).[4]

### В Европа
- В Делфи за първи път са организирани Питийските игри.[5]
- Дамасиас е законно избран за архонт в Атина за 582/1 г. пр.н.е., но се задържа на власт повече от допустимото като след две години и два месеца на поста е принудително отстранен.[6]